# Baringin (Sipirok)
Baringin is een bestuurslaag in het regentschap Tapanuli Selatan van de provincie Noord-Sumatra, Indonesië. Baringin telt 1300 inwoners (volkstelling 2010).